# Каунсил, Флойд
Флойд Каунсил (англ. Floyd Council; 2 сентября 1911 — 9 мая 1976) — американский блюзовый гитарист и певец.

## Биография
Флойд Каунсил родился 2 февраля 1911 года в городе Чапел-Хилл (Северная Каролина, США).  Начал музыкальную карьеру в 1920-е годы, выступая на городских улицах вместе с двумя братьями Лео и Томасом Строудом. В 1930-е годы сотрудничал с блюзовым музыкантом Блайнд Бой Фуллером, к этому периоду относятся его первые записи. В 1940-е и 1950-е годы работал в окрестностях Чапел-Хилла, играя в клубах и на местном радио, причем его репертуар содержал не только блюзовый материал.
Выступал также под сценическими именами «Dipper Boy Council», «Blind Boy Fuller’s Buddy» и «The Devil’s Daddy-in-Law» (некоторые исследователи его биографии считают, что это были не его реальные прозвища, а рекламный трюк компаний звукозаписи).
В конце 1960-х годов Каунсил перенёс инсульт, который частично парализовал мышцы его горла и замедлил моторные навыки, но не нанёс существенного ущерба его когнитивным способностям. Фольклорист Питер Лоури попытался записать его в 1970 году, но Каунсил так и не восстановил свои способности к пению или игре.